# Chrysogorgia admete
Chrysogorgia admete är en korallart som beskrevs av Bayer och Carlo de Stefani 1988. Chrysogorgia admete ingår i släktet Chrysogorgia och familjen Chrysogorgiidae. Inga underarter finns listade i Catalogue of Life.